# Hostal de la Rosa
L'Hostal de la Rosa és un conjunt d'edificis situats als carrers del Rec (antigament Vora del Rech) i dels Flassaders de Barcelona. Com que no està catalogat, li correspon la categoria D (bé d'interès documental), atorgada per defecte a tots els edificis del districte de Ciutat Vella.

## Història
A finals del segle xviii, l'hostaler Oleguer Garrigosa va adquirir en emfiteusi unes cases situades entre els carrers dels Flassaders i la vora del Rec Comtal, on va establir l'hostal. El 1804, va demanar permís per a reconstruir la façana a aquest darrer, segons el projecte del paleta Joan Ferrer, i poc després per a obrir una finestra al carrer dels Flassaders. Posteriorment, la propietat va passar a mans del seu fill i hereu Antoni Garrigosa i Arteman, que el 1830 va demanar permís per a fer-hi reformes.
Segons el periodista Lluís Gonzaga Manegat del diari El Noticiero Universal, la seva proximitat al port va fer que fos freqüentat per mariners, capitans de vaixell, majoristes de peix i altra gent relacionada amb el comerç marítim. Pel que sembla, l'hostal va funcionar fins a mitjans del segle xix, ja que a partir d'aleshores no se'n troben més referències.
El 1863 hi havia el magatzem del majorista de fruits colonials Rafael Morató: «Rech, 22. Almacen por mayor de frutos coloniales y extranjeros: azúcares, cacaos, cafés, etc. Expediciones á todos puntos. D. Rafael Morató.», i després de la Guerra Civil espanyola el majorista de plàtans Joan Duch i Grau. També hi hagueren agències de transport com la de Costa i Jané, després Josep Costa i Casablancas.
El tancament del Mercat del Born el 1971 va provocar el cessament d'aquest tipus d'activitats i la decadència del barri.

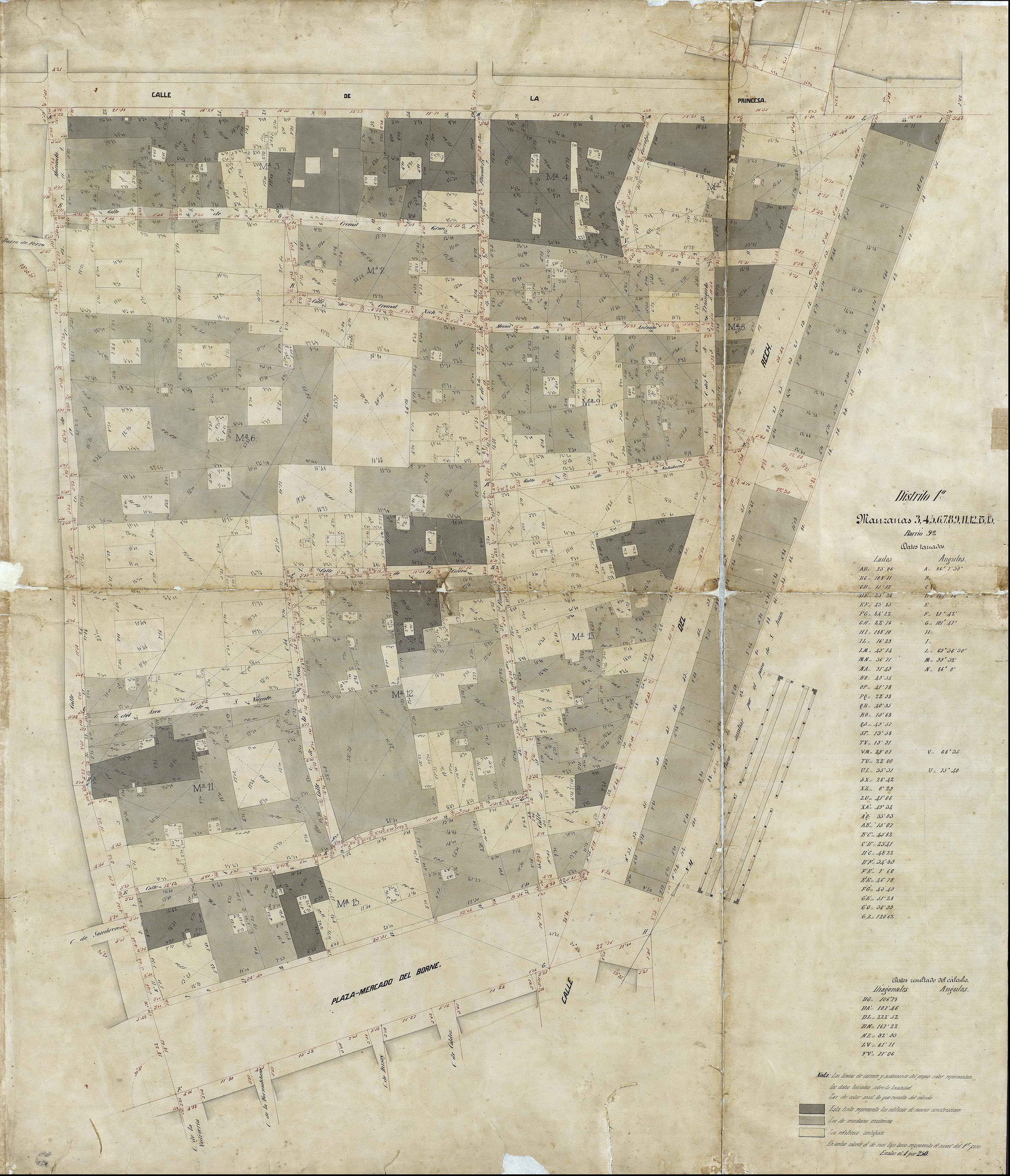
Quarteró núm. 15 de Garriga i Roca (c. 1860)